# Georg Kilian
Georg Kilian (* 9. Dezember 1903 in Fürth; † 8. August 1973 ebenda) war ein deutscher Naturwissenschaftler und Manager.

## Werdegang
Kilian studierte Chemie und Naturwissenschaften und promovierte 1929 an der Universität Erlangen. Seit 1922 war er Mitglied der Erlanger Burschenschaft Frankonia. Im Anschluss trat er in die Deutsche Tafelglas AG ein. Er wurde technisches Vorstandsmitglied und war von 1955 bis 1969 Generaldirektor des Unternehmens. Er ist Inhaber zahlreicher registrierter Patente.

## Ehrungen
- 1959: Bayerischer Verdienstorden
- 1961: Goldene Bürgermedaille der Stadt Fürth
- 31. Juli 1963: Ehrenbürger der Stadt Weiden i.d.OPf.
- 1968: Großes Verdienstkreuz der Bundesrepublik Deutschland
- Benennung der Dr.-Kilian-Straße in Weiden i.d.OPf.